# История почты и почтовых марок Кипра
История почты и почтовых марок Кипра включает периоды развития почтовой связи во времена оккупации и владения островом иностранными государствами (Венецией, Османской империей, Великобританией) и после обретения независимости (с 1960). Собственные почтовые марки для Кипра издаются с 1880 года. В настоящее время почтовым обслуживанием и эмиссиями марок Республики Кипр заведует компания Cyprus Post.

## Развитие почты
История почты на территории Кипра тесно связана с политическим прошлым острова. Почтовая связь функционировала здесь ещё во времена оккупации острова венецианцами и Османской империей.
В XIX веке на Кипре функционировали почтовые отделения некоторых стран. После того как Кипр стал подчиняться Великобритании, здесь начала работать британская почта. Первыми почтовыми марками на Кипре были марки Великобритании, которые появились после оккупации острова англичанами в 1878 году.
|  |

С 1960 года действует почтовая служба независимого Кипра, издающая собственные марки.

## Выпуски почтовых марок

### Британская колония

#### Первые марки

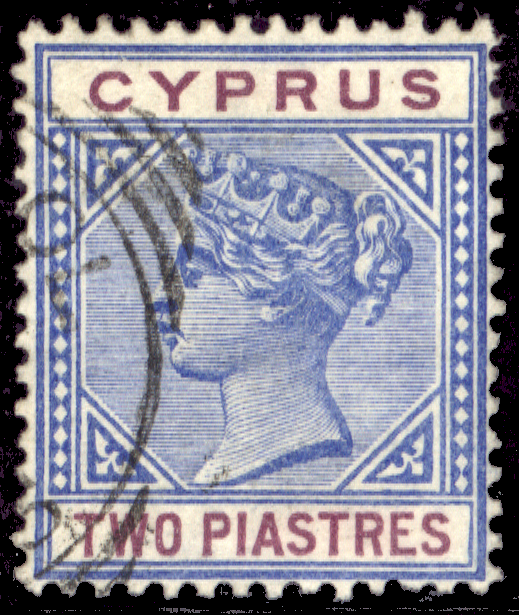
Почтовая марка 1896 года номиналом в 2 пиастра

С 1880 года в почтовом обращении на Кипре стали применяться собственные марки. Первые кипрские марки были идентичны таким же маркам, выпущенным в Великобритании, но на них была сделана надпечатка названия острова англ. «Cyprus» («Кипр»)[≡]. Первая серия состояла из 6 марок номиналами от полпенса до 1 шиллинга.

#### Последующие эмиссии
Первые памятные марки были эмитированы на Кипре в составе Британской империи в 1928 году. На последующих выпусках была представлена местная тематика с изображением британского монарха в верхнем углу почтовых марок. За время колониального господства Великобритании (1878—1960) на оригинальных кипрских марках имелись надписи только на английском языке: «Cyprus» («Кипр») и «Postage & Revenue» («Почтовый и гербовый сбор»).

### Независимый Кипр
В честь провозглашения независимости Кипра 16 августа 1960 года была изготовлена памятная серия: на стандартных марках была сделана надпечатка текста «Кипрская Республика» на греческом и турецком языках.
После 1960 года почтовая служба независимого Кипра издаёт по несколько серий марок в год. При этом надписи на марках стали одновременно делаться на греческом, турецком и английском языках: греч. «Κυπριακή Δημοκρατία» и тур. «Kıbrıs Cumhuriyeti» («Кипрская республика»); греч. «Κύπρος», тур. «Kıbrıs», англ. «Cyprus» («Кипр»).
В 1963 году появился первый кипрский почтовый блок.
В период с 1880 по 1963 год было выпущено 219 почтовых марок и один блок.

### Надпечатки
Первая надпечатка на марке Кипра была сделана 22 мая 1882 года. Надпечатан новый номинал в 30 турецких пара («30 PARAS») для продления валидности марки 1881 года, является локальным выпуском.
Последняя надпечатка была сделана 20 октября 1995 года. Надпечатаны две марки новым номиналом в 5 кипрских фунтов к Европейской филателистической выставке англ. «Cyprus—Europhilex '95», проходившей в октябре 1995 года в Никосии.
За весь период было произведено 57 каталогизированных надпечаток, из них 28 — по изменению номинала почтовой марки, 15 — в связи с изменением государственного строя (провозглашением в 1960 году независимой Республики Кипр), 13 — памятных, 1 — почтово-благотворительная.

## Другие виды почтовых марок

### Почтово-налоговые
В 1974—1977 годах на острове издавались почтово-налоговые марки.

### Почтово-благотворительные
Кроме того, выпускаются почтово-благотворительные марки в пользу кипрских беженцев (refugee stamps).

## Каталогизация
В английском каталоге «Стэнли Гиббонс» почтовые выпуски Британского Кипра занимают место в «красном» томе для марок Великобритании и Содружества наций за период 1840—1952 годов:

Каталог «Стэнли Гиббонс» (красный, 2007) для Британской империи и Содружества (1840—1952), на обложке которого внизу посредине можно увидеть марку колониального Кипра 1896 года, номиналом в 30 пара и с портретом королевы Виктории

Имевшие хождение на территории Кипра марочные эмиссии как колониального, так и современного периодов представлены в объединённом («жёлтом») томе каталога «Стэнли Гиббонс» для марок Кипра, Гибралтара и Мальты.

## Цельные вещи
К первым кипрским цельным вещам относятся британские маркированные почтовые карточки, которые впервые стали использоваться на Кипре с 1878 года. Такие погашенные на Кипре почтовые карточки очень редки. В апреле 1880 года были выпущены почтовые карточки Великобритании с надпечаткой англ. «Cyprus» («Кипр»). Первые маркированные почтовые карточки с предварительно напечатанным названием Кипра были введены в обращение в июле 1881 года. С учётом изменения почтовых тарифов и рисунка различные почтовые карточки производятся и употребляются по сегодняшний день.
Как и в случае с почтовыми карточками, с июля 1878 года на Кипре издавались английские маркированные конверты для заказных писем. За ними в апреле 1880 года последовали английские маркированные конверты для заказных писем с надпечаткой, а в 1881 году были эмитированы маркированные конверты для заказных писем с заранее напечатанным обозначением «Cyprus» («Кипр»). Всего до настоящего времени известно свыше 150 разных конвертов для заказных писем.
Первыми газетными бандеролями на Кипре стали британские маркированные бандероли с надпечаткой «Cyprus», появившиеся в 1880 году:

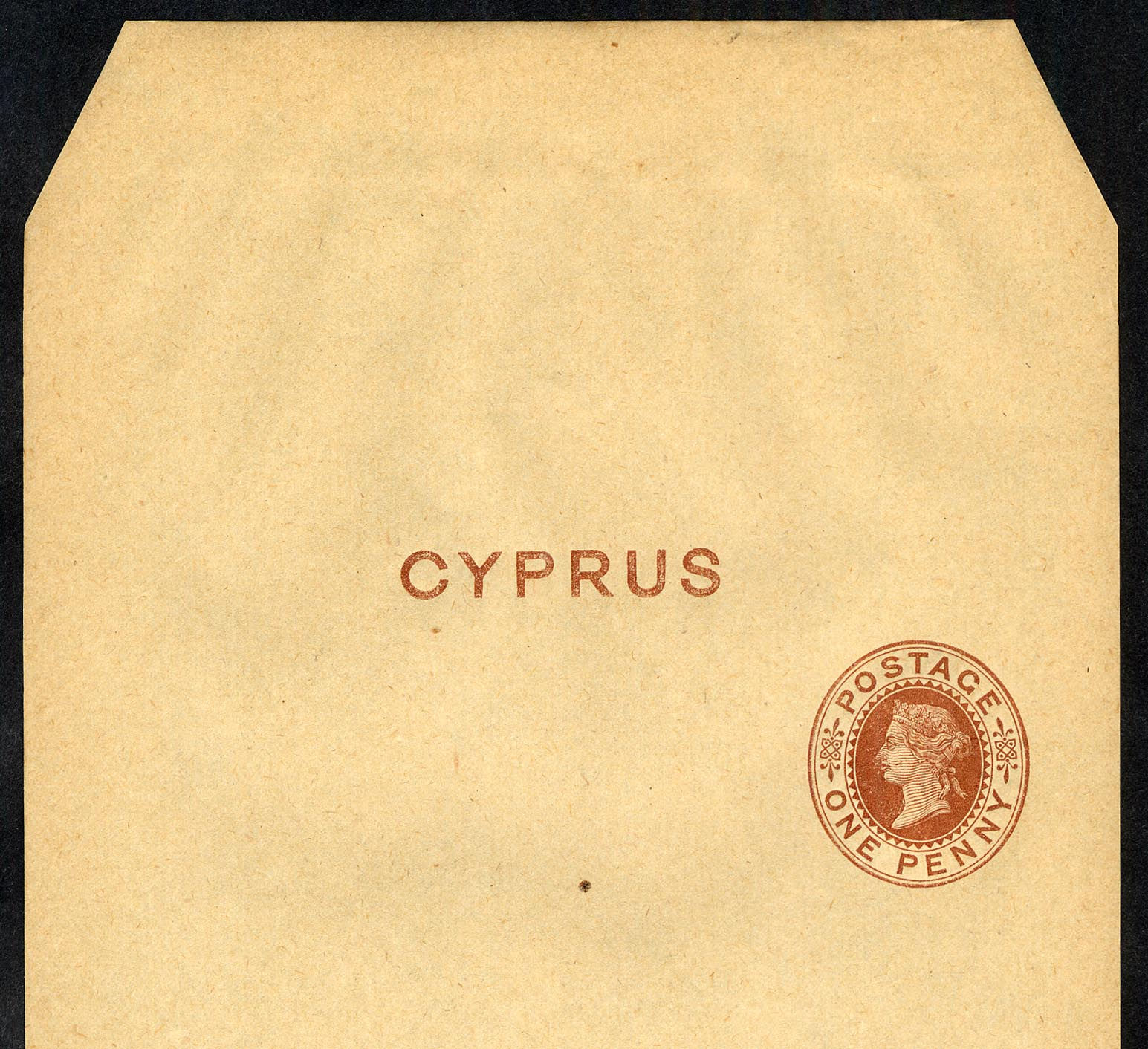
Выпущенная в 1880 году бандероль Великобритании для пересылки газет с надпечаткой «Cyprus» («Кипр»). Прошедших почту экземпляров не сохранилось

Обычно эти бандероли довольно часто встречаются непрошедшими почту, погашенные экземпляры неизвестны. В 1881 году на остров поступили газетные бандероли с указанием наименования «Cyprus» как части оригинального дизайна этих цельных вещей. До 1976 года в обращении находились бандероли разных рисунков, после чего их выпуск был прекращён.
Печатные бланки аэрограмм, с надписью на них «Air letter») и наклеенной на них почтовой маркой номиналом в 4½ пиастра, впервые поступили в продажу в 1944 году. Аэрограммы с предварительно напечатанной почтовой маркой впервые появились в 1946 году. После этого в почтовом обращении находились аэрограммы различных рисунков.

## Фальсификации
Почтовая администрация Кипра неоднократно заявляла протесты по поводу изданий почтовых марок для Турецкой Республики Северного Кипра, в связи с чем ею были направлены соответствующие официальные письма в руководящие органы ВПС. Так, например, в 1996 году киприотская почта объявила нелегитимным выпуск марок Турецкой Республики Северного Кипра на тему «Всемирный день окружающей среды» («World Environment Day»).

## Развитие филателии

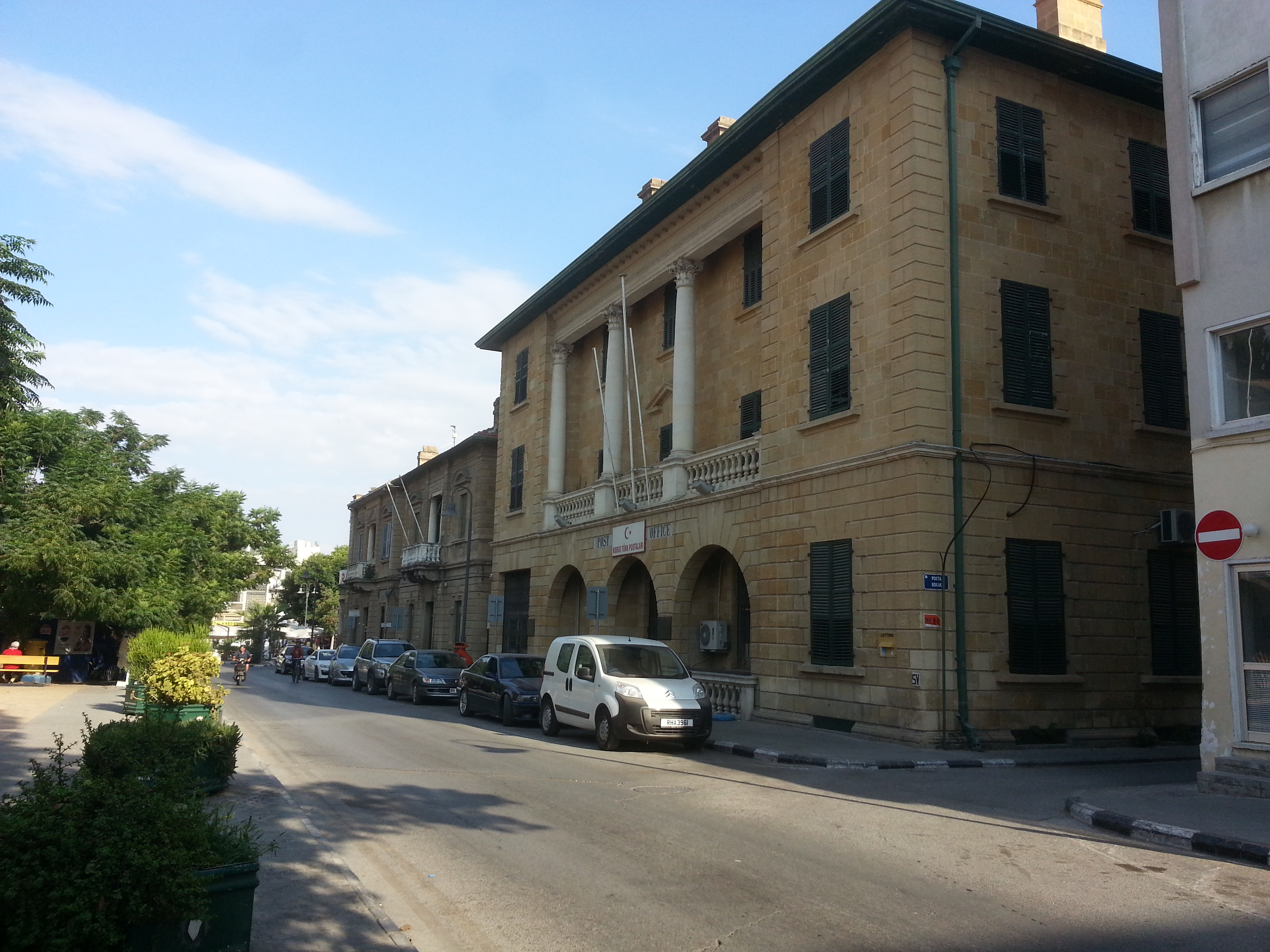
Здание главного почтамта в Северной Никосии

Коллекционеры почтовых марок и других филателистических материалов Кипра объединяются в Филателистическое общество Кипра (Cyprus Philatelic Society), основанное в 1959 году и базирующееся в Никосии. Общество публикует ежеквартальный журнал на греческом и английском языках греч. «Κυπριακός Φιλοτελισμός» («Кипрская филателия»). Кроме того, в Великобритании существует «Кружок изучения почтовых марок Кипра» (англ. Cyprus Study Circle).